# Frank Quennell
Pour les articles homonymes, voir Quennell.
Frank Quennell (né à Regina à Saskatchewan) est un homme politique canadien, il était le député du Nouveau Parti démocratique de la circonscription de Saskatoon-Meewasin à Saskatoon dans la province canadienne de la Saskatchewan.
Lors de l'élection du lundi 7 novembre 2011, il fut défait par le candidat du Parti saskatchewanais Roger Parent.